# Oprič
Oprič es una localidad de Croacia situada en el municipio de Opatija, en el condado de Primorje-Gorski Kotar. Según el censo de 2021, tiene una población de 720 habitantes.

## Demografía
| Gráfica de población de Oprič 1857-2021                                         |
|                                                                                 |
| Según los censos de población de la Oficina Central de Estadísticas de Croacia. |